# المرانة (حمص)
المرانة قرية في محافظة حمص.